# 科爾查瓜省

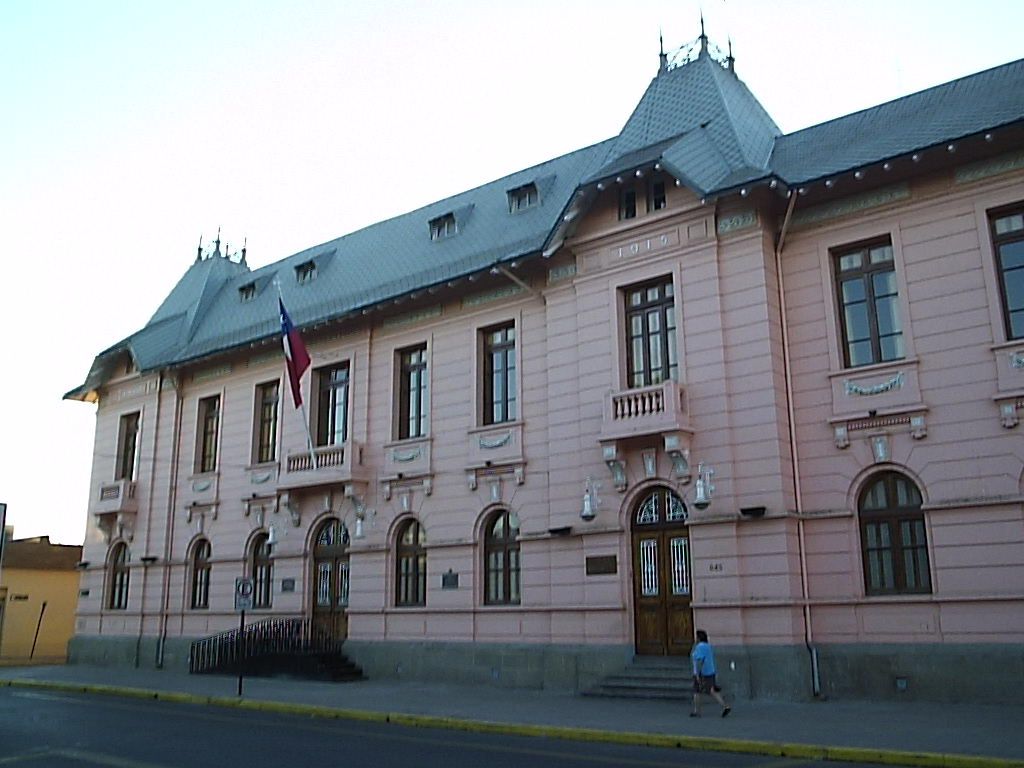

科爾查瓜省是智利的54個省份之一，位於該國中部，由奧伊金斯將軍解放者大區負責管轄，首府設於聖費爾南多，面積5,678平方公里，2002年人口196,566，人口密度每平方公里34.6人。